# Quem Mexeu no Meu Queijo?
Quem Mexeu no Meu Queijo? (Who Moved My Cheese?, no original, em inglês) é um livro motivacional escrito por Spencer Johnson. O livro apresenta uma parábola envolvendo quatro personagens: dois ratinhos, Sniff e Scurry, e dois "duendezinhos", Hem e Haw. O livro é uma alegoria que retrata os objetivos que cada um de nós temos e as mudanças a que estamos sujeitos durante a busca destes objetivos. Durante a leitura, o leitor pode observar que atitude cada personagem toma diante das adversidades da vida e pode acabar se identificando com um dos personagens.

## Enredo
Um grupo de amigos se reúnem em Chicago para conversar. Michael começa a contar uma história que ouvira para seus ex-colegas: uma história que o ajudou a enfrentar medos e mudanças na vida.
A história:
Hem, Haw, Sniff e Scurry saem a procura do queijo (uma metáfora que representa o que querem e desejam na vida). Após longas caminhadas pelo labirinto eles encontram o Posto C de queijo. Nos dias seguintes, os ratinhos Sniff e Scurry passam a acordar de manhã e correr pelo labirinto sempre no mesmo caminho até o posto C. Já os duendes Hem e Haw acordavam sem muita pressa e caminhavam lentamente em direção ao Posto C para apreciar o queijo.
Depois de um tempo, o queijo no Posto C acaba, Hem e Haw ficam muito decepcionados, Hem não aceita de maneira alguma aquilo. Já Sniff que previa aquilo, se juntou a Scurry e juntos foram em busca de um novo queijo. Hem e Haw continuaram visitando o Posto C durante mais uns dias com a esperança de ver o queijo de volta um dia.
Depois de alguns dias Haw decide enfrentar a situação e passa a querer procurar um novo queijo no labirinto, diferente de Hem, que continuava insistindo em ficar no Posto C. Haw prepara-se para sair do Posto C e começa uma longa jornada pelo labirinto. Enquanto isso Sniff e Scurry encontram o Posto N, com muito queijo. Haw enfrenta seus medos e inseguranças dentro do labirinto e vai aprendendo com sua longa jornada até que chega ao Posto N e se encontra com os ratinhos Sniff e Scurry.
Os amigos então começam a discutir sobre a história e começam a se identificar com cada um dos personagens. Eles percebem que conhecem várias pessoas que tem medo das mudanças e não conseguem aceita-las como Hem; ou então como Haw, que aprende a adaptar com o tempo; como Sniff, que prevê uma mudança e já se prepara para ela; ou como Scurry, que age imediatamente quando enfrenta uma mudança.

## O significado da parábola
Na parábola proposta pela obra, os quatro personagens estão em busca de um mesmo objetivo: um posto repleto de queijo. Para os homenzinhos, Hem e Haw, o queijo é uma metáfora que representa o que eles procuram na vida, seja algo material, um relacionamento, um cargo em uma empresa, etc.
No entanto, os personagens esquecem de que, à medida que fazem uso do queijo, este vai acabando, ou melhor, desgastando. Ao perceberem que o queijo terminou, cada um toma uma atitude diferente - da mesma maneira que cada um de nós, que também assumimos posturas diferentes diante de uma dificuldade, uma mudança. O livro passa, então, a mostrar como cada personagem lida com a mudança e como eles reagem a ela. Durante a leitura o leitor vai aprendendo como enfrentar as mudanças e como adaptar-se a elas.
A parábola mostra, então, que a vida não é necessariamente um caminho livre de obstáculos mas, sim, uma caminho repleto de sobressaltos e adversidades. A diferença é a maneira com que cada ser humano lida com tais adversidades.

## Quem Mexeu no Meu Queijo para Crianças
O Dr. Spencer Johnson, junto com seu filho, Christian Johnson, também escreveu uma versão especial de seu livro destinado ao público infantil. Enquanto a edição pioneira conta com 96 páginas, a edição para crianças traz aproximadamente 60 páginas, tratando o mesmo tema de uma maneira resumida e usando uma linguagem mais apropriada ao novo público alvo. Além disso, o livro é repleto de figuras dos personagens.